# 鈴木翁二
鈴木 翁二（すずき おうじ、1949年 - ）は、日本の漫画家、ミュージシャン。別ペンネームはカルメ・コウチ。
愛知県西尾市出身、北海道日高支庁浦河郡浦河町在住。
『ガロ』等で活躍した漫画家で、安部慎一、古川益三と並び「ガロ三羽烏」と称される漫画家の一人。漫画家の森雅之は義弟。

## 概要
少年時代は漫画に傾倒し、1967年に上京して漫画を描き始める。1969年に『眼球譚』がガロに入選するが、掲載される事はなかった。同年11月に『庄助あたりで』でガロにてデビュー。
その後、水木しげるのアシスタントを1年間務めた。学生運動が盛んだった1970年代頃から熱烈な支持を受けるようになる。
近年は寡作になりつつあるが、漫画雑誌『夜行』などに連載していた、過去の多数の未掲載作品が単行本化されたりしている。代表作に映画化された『オートバイ少女』など。

## 作品リスト
- 『鈴木翁二作品集』（1976.4、青林堂）限定500部
- 『麦畑野原―鈴木翁二作品集』而立書房 (1978.12) ASIN B000J8K2MY
- 『銀のハーモニカ』青林堂 (1984.4) ASIN B000J73C86
- 『なんとなくポストさん』東考社 桜井文庫 1987
- 『少年手帖補遺1987 - マッチのまち』東考社 桜井文庫 1987
- 『まばたきブック』（銀音夢書房、1992）
- 『ボタン 絵本』リブロポート (1992.8) ISBN 978-4845707485
- 『よるのにわ - よるのにわでおきたこときみにはなすよ』アスカコーポレーション (1992.9) ISBN 978-4870291614
- 『透明通信』青林堂 (1992.11) ISBN 978-4792602208
- 『工作者の散歩道 鈴木翁二作品集3』青林堂 (1995.6) ASIN B01LTHOCOM
- 『東京グッドバイ』北冬書房 (1998.8) ISBN 978-4892891052
- 『マッチ一本の話』北冬書房 (1998.12) ISBN 978-4892891069
- 『鈴木翁二作品集－A遠－』（まんだらけ出版部、2000）
- 限定版 『オートバイ少女』筑摩書房 (2000.4) ISBN 978-4480888013
  - 『新版 オートバイ少女』ワイズ出版 (2017.11) ISBN 978-4898303115
- 『海のタッチ』ワイズ出版 (2000.1) ISBN 978-4898300206
- 『海的煌煌(ウミノキラキラ)―鈴木翁二最初期マンガ集』青林工藝舎 (2001.10) ISBN 978-4883790852
  - 『うみのきらきら―鈴木翁二最初期マンガ集』青林工藝舎 新装改訂版 (2006.12) ISBN 978-4883792153
- 『こくう物語』青林工藝舎 (2002.3) ISBN 978-4883790968
- 『少年あります。鈴木童話店』流星舎 (2002.5) ISBN 978-4939115028
- 『こどものやまい』ふゅーじょんぷろだくと (2003.6) ISBN 978-4893933577
- 『少年が夜になるころ』ふゅーじょんぷろだくと (改訂新版2003.6) ISBN 978-4893933485
- 『かたわれワルツ』而立書房 (2017.3) ISBN 978-4880594002

## その他
- 夕凪戦線8月号（監督）
- アンモナイトのささやきを聞いた（出演）

## 交友など
- 中上健次
- シバ (ミュージシャン)
- 友部正人
- あがた森魚
- ムーンライダーズ
- 森田童子
- 谷山浩子
- 知久寿焼
- 遊星ミンツ
- キセル (バンド)
- 細野晴臣
- ゲントウキ
- いしかわじゅん

## 「北海道・表現の自由と不自由展」でのパフォーマンス
2019年12月には、北海道札幌市で開催された「北海道・表現の自由と不自由展」に、愛子内親王・東条英機・安倍晋三・安倍昭恵・滝川クリステル・堀井学・マッカーサー・鈴木直道などのほか、大量の赤ちゃんの写真やベトナム戦争で逃げる子供の写真 (フィン・コン・ウト撮影の「逃げる少女」)、被爆者 (木村権一撮影の「死の斑点の出た兵士」)、ナチスに迫害されたユダヤ人などの写真を焼く映像を流しつつ、画面にはテロップで「有名人の写真を燃やしてしまおう、面白い顔の人の写真を焼いてしまおう、子供達を焼いてしまおう」という文字が表示される動画を出展して物議を醸し、事務局が謝罪する事態となった。また、これに先だって開催された「あいちトリエンナーレ」でのイデオロギー色の強い出品物に苦言を呈した河村たかし名古屋市長や、菅義偉官房長官（当時）の写真もその中に加えられ、これに対し河村は「脅迫に近い。法的措置も検討する」と抗議した。